# СИЗО-1 (Петрозаводск)
СИЗО № 1 (ФКУ СИЗО-1 УФСИН России по Республике Карелия) — следственный изолятор, расположенный в Петрозаводске.
Некоторые здания бывшего тюремного замка являются объектом культурного наследия Республики Карелия.
Находится в квартале, ограниченном улицами Герцена и Красная, у бывшей Тюремной площади, в историческом районе «Сенаторка».

## История
Тюрьма при Петровских заводах создана не позднее 1717 года, находилась при «фортеции» в центре Петровской слободы.
В XIX веке Петрозаводская гражданская тюрьма располагалась в двух каменных флигелях на Круглой площади. Была предназначена для содержания арестантов и пересыльных. В одном из флигелей также была тюремная церковь.
С 1860 г. была начато строительство нового тюремного замка по проекту губернского архитектора В. В. Тухтарова в конце улицы Закаменской (ныне улица Герцена).
В 1862 году строительство нового замка было завершено, вместо двухэтажного по проекту было построено трехэтажное здание.
В 1863 году на втором этаже была устроена домовая церковь, освящённая в честь иконы Божией Матери «Всех скорбящих Радость». Притч церкви состоял из одного священника, получавшего содержание из сумм губернского тюремного комитета.
Временное отделение тюремного замка до 1870 г. располагалось в одном из флигелей, размещавших в себе ранее городскую тюрьму.
Внутри тюремного замка имелись на первом этаже: квартира смотрителя, кухня, офицерская, караульная сторожка, канцелярии, мастерские, карцер, на втором домовая церковь и камеры для заключенных, на третьем этаже камеры для заключенных.
Имелись швейная и столярная мастерские.
После введения 6 января 1886 г. обязательной трудовой повинности для арестантов были введены работы в пекарне, работы по озеленению города (в частности, руками заключенных был засажен Левашовский бульвар), шили мундиры для тюремной стражи, плели рыбацкие сети, ремонтировали бочки. При тюрьме имелась библиотека, огород.
1 июня 1891 г. для арестантов была открыта тюремная больница.
29 августа 1908 года по приговору особого военного суда за покушение на жизнь сенатора Н. С. Крашенинникова в тюрьме был повешен служащий Александровского завода эсер Александр Кузьмин.
После Октябрьской революции продолжала использоваться по назначению. В 1920-х гг. в Петрозаводском исправдоме, в помещении бывшей тюремной церкви работал театр, организованный заключенными.
Здания тюрьмы неоднократно реконструировались.
20 октября 1939 года в тюрьме были расстреляны, приговорённые по статье 193-17 «б» УК РСФСР (Злоупотребление властью, при наличии особо отягчающих обстоятельств) к высшей мере наказания, сотрудники НКВД, палачи-расстрельщики Иван Бондаренко и Александр Шондыш.
Во время оккупации Петрозаводска в 1941—1944 годах здание было частично разрушено и потеряло третий этаж, сохранившаяся часть использовалась финскими оккупационными властями.